# Coptopteryx gayi
Coptopteryx gayi är en bönsyrseart som beskrevs av Blanchard 1851. Coptopteryx gayi ingår i släktet Coptopteryx och familjen Mantidae. Inga underarter finns listade i Catalogue of Life.